# Konomi Suzuki
Konomi Suzuki (鈴木このみ Suzuki Konomi?, nacida el 5 de noviembre de 1996) es una cantante japonesa proveniente de  Osaka, que es firmada por Media Factory. Ella entró en la industria de la música después de ganar el Animax All-Japan Anisong Grand Prix en 2011.

## Carrera
Suzuki inició su carrera después de ganar el Animax All-Japan Anisong Grand Prix en 2011 
Su primer sencillo, "Choir Jail" se lanzó el 25 de abril del 2012; la pista del título se utilizó como el opening del anime de 2012 Tasogare Otome × Amnesia. Su segundo sencillo "Days of Dash" fue lanzado el 21 de noviembre del 2012, cuya pista del mismo título fue usado en primer tema del ending del anime Sakura-sō no Pet na Kanojo. Su tercer sencillo, "Yume no Tsuzuki" (夢の続き?) fue lanzado el 2 de febrero de 2013, que cuya pista del mismo título sirve como segundo tema del opening de Sakura-sō no Pet na Kanojo. Su cuarto sencillo, "Watashi ga Motenai no wa dō Kangaetemo Omaera ga Warui!/Tears Breaker" (私がモテないのはどう考えてもお前らが悪い!/TEARS BREAKER?), con la colaboración de la banda Kiba of Akiba, fue lanzado el 28 de agosto de 2013, cuya primera pista del disco fue usado como opening del anime Watashi ga Motenai no wa Dou Kangaetemo Omaera ga Warui!, cuyo segundo título del disco (Tears Breaker), se usó para un video promocional animado para el juego de cartas coleccionable Ange Vierge.
Su quinto sencillo, "Avenge World/Sekai wa Kizu o Dakishimeru" (AVENGE WORLD／世界は疵を抱きしめる?) fue lanzado el 27 de noviembre de 2013, cuya primera pista del mismo título, fue usada como el tema de apertura del anime Freezing Vibration, mientras la segunda pista del disco fue utilizado como el tema de cierre de la misma serie, Freezing Vibration. Su sexto sencillo, "This game" fue lanzado el 21 de mayo de 2014, cuya pista del mismo título es el tema del opening del anime No Game No Life. Su séptimo sencillo, "Ginsen no Kaze" (銀閃の風?), fue lanzado el 19 de noviembre del 2014, cuya canción del mismo nombre fue utilizado como tema de apertura de Madan no Ō to Vanadis. Su octavo sencillo "Absolute Soul", lanzado el 18 de febrero de 2015 que sirvió como el opening del anime Absolute Duo. Su noveno sencillo, "Beat Your Heart", lanzado el 27 de enero del 2016, fue usado como el opening de Bubuki Buranki.
Su décimo sencillo, "Redo", fue lanzado el 11 de mayo del 2016; que fue usado como el tema de apertura de Re:Zero. Su decimoprimer sencillo, "Love is MY RAIL", lanzado el 3 de agosto del 2016 fue usado como el opening de Ange Vierge.
En 2017, su tema "THERE IS A REASON" se usó como el ending de la película de anime, No Game, No Life Zero
En 2020, su tema "Realize" se usó como el tercer opening del anime Re:Zero − Starting Life in Another World
En 2021, su tema "Bursty Greedy Spider" se usó como el segundo opening del anime Kumo desu ga, Nani ka?

## Discografía
|      | Fecha de lanzamiento    | Título | Posición pico en la tabla |
| ---- | ----------------------- | --- | ------------------------- |
| 1.o  | 25 de abril de 2012     | Choir Jail | 34                        |
| 2.o  | 21 de noviembre de 2012 | Days of Dash | 28                        |
| 3.o  | 27 de febrero de 2013   | "Yume no Tsuzuki" (夢の続き?) | 34                        |
| 4.o  | 28 de agosto de 2013    | "Watashi ga Motenai no wa dō Kangaetemo Omaera ga Warui!/Tears Breaker" (私がモテないのはどう考えてもお前らが悪い!/TEARS BREAKER?) (junto a Kiba of Akiba) | 23                        |
| 5.o  | 27 de noviembre de 2013 | "Avenge World/Sekai wa Kizu o Dakishimeru" (AVENGE WORLD／世界は疵を抱きしめる?)                                                                           | 47                        |
| 6.o  | 21 de mayo de 2014      | This game | 13                        |
| 7.o  | 19 de noviembre de 2014 | "Ginsen no Kaze" (銀閃の風?) | 31                        |
| 8.o  | 18 de febrero de 2015   | Absolute Soul | 25                        |
| 9.o  | 27 de enero de 2016     | Beat your Heart | 38                        |
| 10.o | 11 de mayo de 2016      | Redo | 21                        |
| 11.o | 3 de agosto de 2016     | Love is MY RAIL | -                         |